# Abdel Fattah al-Burhan
Pour les articles homonymes, voir Abdelrahman et Burhan.
Abdel Fattah al-Burhan ou Abdel Fattah Abdelrahmane al-Bourhane (en arabe : عبد الفتاح البرهان عبد الرحمن), né le 11 juillet 1960 dans le village de Gandatu, est un militaire et homme d'État soudanais, chef de l'État de facto en 2019 et depuis 2021, et président du Conseil de souveraineté de transition.

## Biographie
Abdel Fattah al-Burhan naît en 1960 à Gandatu, un village situé au nord de Khartoum, capitale du Soudan.
Burhan a étudié dans un collège militaire soudanais. Il a ensuite étudié à l'étranger en Égypte et en Jordanie. Il a une femme et trois enfants.
Commandant de l'armée de terre, dont il est le numéro trois, il organise notamment l'envoi de troupes au Yémen dans le cadre de la guerre civile yéménite et joue le rôle d'officier de liaison avec les Saoudiens et les Émiratis. En février 2019, lors des manifestations contre le régime d'Omar el-Bechir, il est nommé inspecteur général de l'armée.

## Carrière politique

### Président du Conseil militaire de transition
Le 12 avril 2019, il succède à Ahmed Awad Ibn Auf à la tête du Conseil militaire de transition mis en place après le renversement d'Omar el-Bechir. Contrairement à son prédécesseur, il n'est pas considéré comme un « pilier » du régime et n'a pas de lien connu avec le Mouvement islamique.
Le lundi 3 juin 2019 à l'aube, la junte au pouvoir donne l'ordre de disperser violemment le campement des manifestants devant le siège de l'armée à Khartoum. Des militaires brûlent les tentes installées par les manifestants et tirent à balles réelles sur ces derniers. D'autres victimes sont jetées dans le Nil. Ils font au moins 30 victimes et des « centaines de blessés », selon le Comité central des médecins soudanais. Des images montrent également des policiers et soldats tués et blessés par les putschistes, 700 blessés et 70 personnes violées. Parmi eux, figurent de nombreuses femmes activistes qui ont par ailleurs subi des insultes obscènes. Les forces de sécurité prennent position dans les rues de la capitale pour empêcher pour reconstitution du sit-in. En réaction, l'ALC se retire des négociations et appelle au renversement du régime et à « la grève et la désobéissance civile ». Les RSF sont intervenus et ont tiré. D'après Gérard Prunier, les assaillants n'étaient pas des militaires — qui pour beaucoup sympathisaient avec les manifestants — mais des mercenaires venus du Darfour (les Forces de soutien rapide) et des unités apparentées aux services de renseignement.

### Présidence du Conseil de souveraineté

#### Désignation
Le 20 août 2019, un mois après un accord entre l'ALC et les putschistes, un Conseil souverain de onze membres devant être dirigé par Burhan pendant 21 mois, est formé. Il prête serment le lendemain. Burhan doit initialement diriger le Conseil jusqu'en mai 2021.

#### Prolongation du mandat
Le 3 octobre 2020, la signature d'un accord de paix entre le gouvernement de transition et différents groupes rebelles prolonge la transition de 21 mois. Des élections sont désormais prévues en 2024,. Burhan doit alors céder à un civil la présidence du Conseil de souveraineté le 17 novembre 2021.

#### Normalisation des relations entre Soudan et Israël
Le Premier ministre israélien Benyamin Netanyahou rencontre Abdel Fattah al-Burhan en février 2020, à Entebbe (Ouganda), pour discuter d'une normalisation des relations entre Israël et le Soudan.
Les mois suivant, Abdel Fattah al-Burhan est un acteur central de la normalisation des relations entre le Soudan et Israël, dont les négociations bilatérales aboutissent à un accord entre les deux États le 23 octobre 2020. Ce projet de rapprochement, très loin de faire l’unanimité dans le gouvernement et la société civile soudanaise, et largement porté par Burhan qui le justifie par les bénéfices économiques que le Soudan peut en tirer, notamment grâce au retrait de la liste noire américaine des « pays soutenant le terrorisme ».
Al-Burhan réfute tout chantage de l'administration américaine comme ayant causé le rapprochement entre le Soudan et Israël, tout en reconnaissant que cette « réconciliation » a bien fait partie des « catalyseurs de la décision américaine ». Il déclare que rompre l'isolement du Soudan bénéficia à la population et évoque une coopération avec les États-Unis et Israël dans le domaine technologique.
De son côté, le Premier ministre israélien Benjamin Netanyahu annonce l'envoi de blé d'une valeur de cinq millions de dollars au Soudan, en signe de sa volonté d'« assister le pays dans sa transition ».

### Coup d’État de 2021
Courant octobre 2021, les tensions entre les représentants de la société civile et les représentants de l’armée au sein du gouvernement de transition s'accentuent. Le 25, l'armée procède à l'arrestation du Premier ministre Abdallah Hamdok et de la plupart des ministres et des membres civils du Conseil de souveraineté. Le général Burhan décrète l'état d'urgence et fait couper Internet, tandis que des manifestations en faveur d'un pouvoir civil sont réprimées. Le 11 novembre suivant, il forme un nouveau Conseil de souveraineté de transition dont il prend la tête.
L’invitation du général Abdel Fattah al-Burhan à prononcer un discours le 23 septembre 2022 à l’Assemblée générale des Nations unies a suscité la colère de nombreux militants opposés au coup d’État d'octobre 2021 alors que la répression des manifestations pacifiques se poursuit, avec 117 morts en un an.

### Liens avec l'islamisme
L'opposition reproche au général al-Burhan de réhabiliter les islamistes afin d'élargir sa base en vue des élections de 2024.
Le 18 avril 2022, Abdel Fattah al-Burhan annonce la création d'une nouvelle coalition : le Grand Courant islamique. Selon Amin Hassan Omer, l’une des figures du mouvement islamiste soudanais, proche des Frères musulmans, l’objectif est de faire « renaître le pays dans la religion » et de « structurer les différents groupes islamistes » en vue des élections promises par les militaires en 2024. La création du Grand Courant islamique coïncide aussi avec la libération, le 8 avril, de treize cadres du Congrès national (NCP) — le parti politique au pouvoir sous l'ère Bechir  —, acquittés par la justice après avoir été accusés d’atteinte à l’ordre constitutionnel, de financement du terrorisme et de tentative d’assassinat de l’ancien Premier ministre Abdallah Hamdok, en mars 2020.

### Rapprochement avec la fédération de Russie
Lors d'une rencontre le 13 février 2023, avec le ministre des Affaires étrangères russe Sergueï Lavrov, le général al-Burhan donne son accord pour l'ouverture d'une base navale russe à Port-Soudan et salue le déploiement de mercenaires russes de la société militaire privée Wagner aux côtés des FSR.

### Guerre civile soudanaise (depuis 2023)
Le 15 avril 2023, l’armée accuse les paramilitaires des Forces de soutien rapide (FSR) d’avoir attaqué des bases dans tout le pays. Les soldats du général Dogolo affirment avoir pris le contrôle du palais présidentiel et de l'aéroport de Khartoum et de la base aérienne de Jebel Aulia. À l'aéroport de Khartoum, les miliciens des FSR incendient des avions civils, dont un de la Saudi Arabian Airlines. 
En réaction, l'armée de l'air soudanaise effectue des raids aériens à Khartoum sur des positions tenues par les FSR.
Le 30 juillet 2024, Abdel Fattah al-Burhan survit à une tentative d'assassinat menée par un drone alors qu'il visitait une base militaire à Gibet. Cinq personnes sont tuées.
Le 16 janvier 2025, le département du Trésor américain sanctionne Abdel Fattah al-Burhan, pour avoir « déstabilisé le Soudan et compromis l'objectif d'une transition démocratique » vers un gouvernement dirigé par des civils.